# Andrena nigerrima
Andrena nigerrima är en biart som beskrevs av Casad 1896. Andrena nigerrima ingår i släktet sandbin, och familjen grävbin. Inga underarter finns listade i Catalogue of Life.

## Bildgalleri

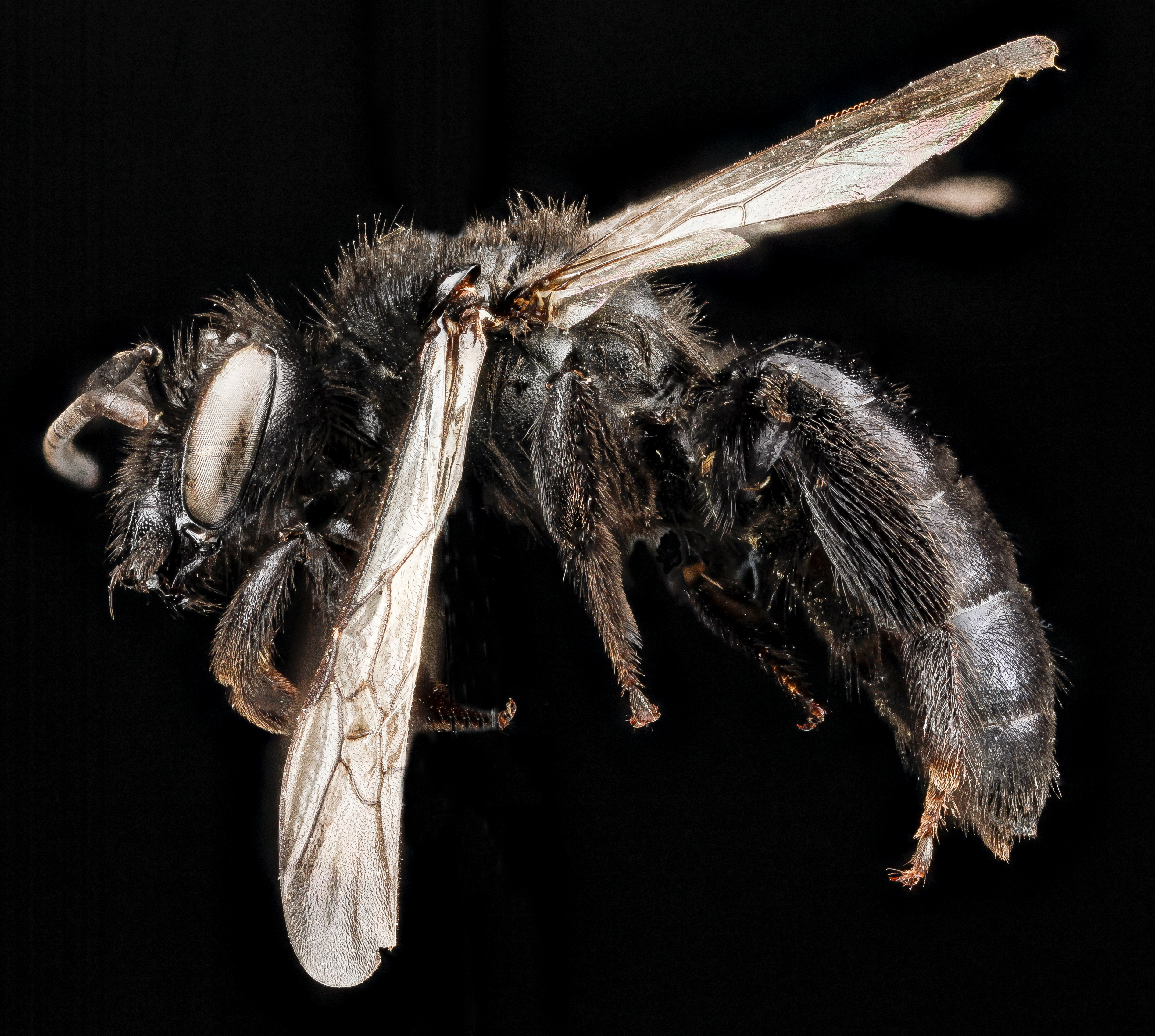
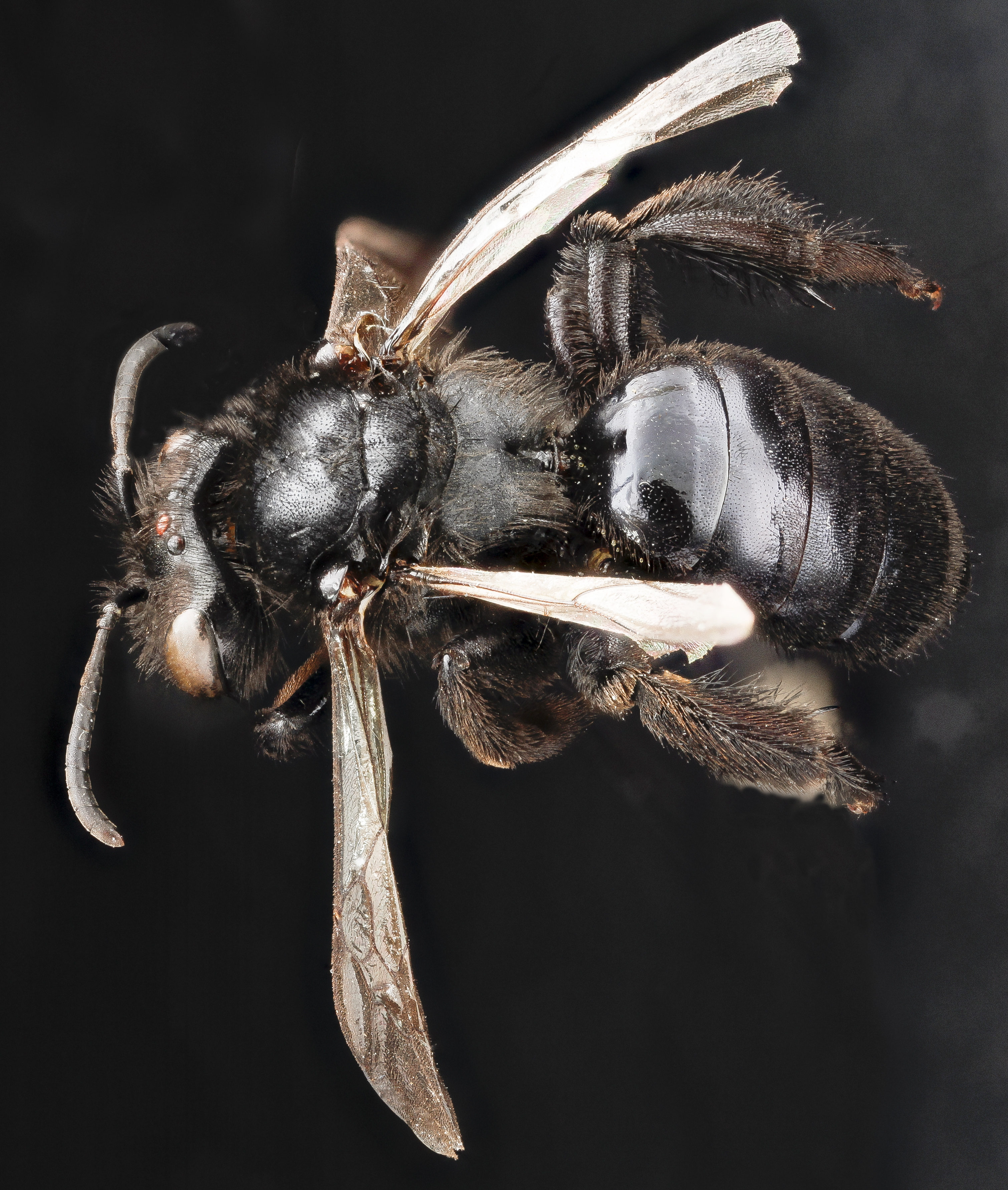
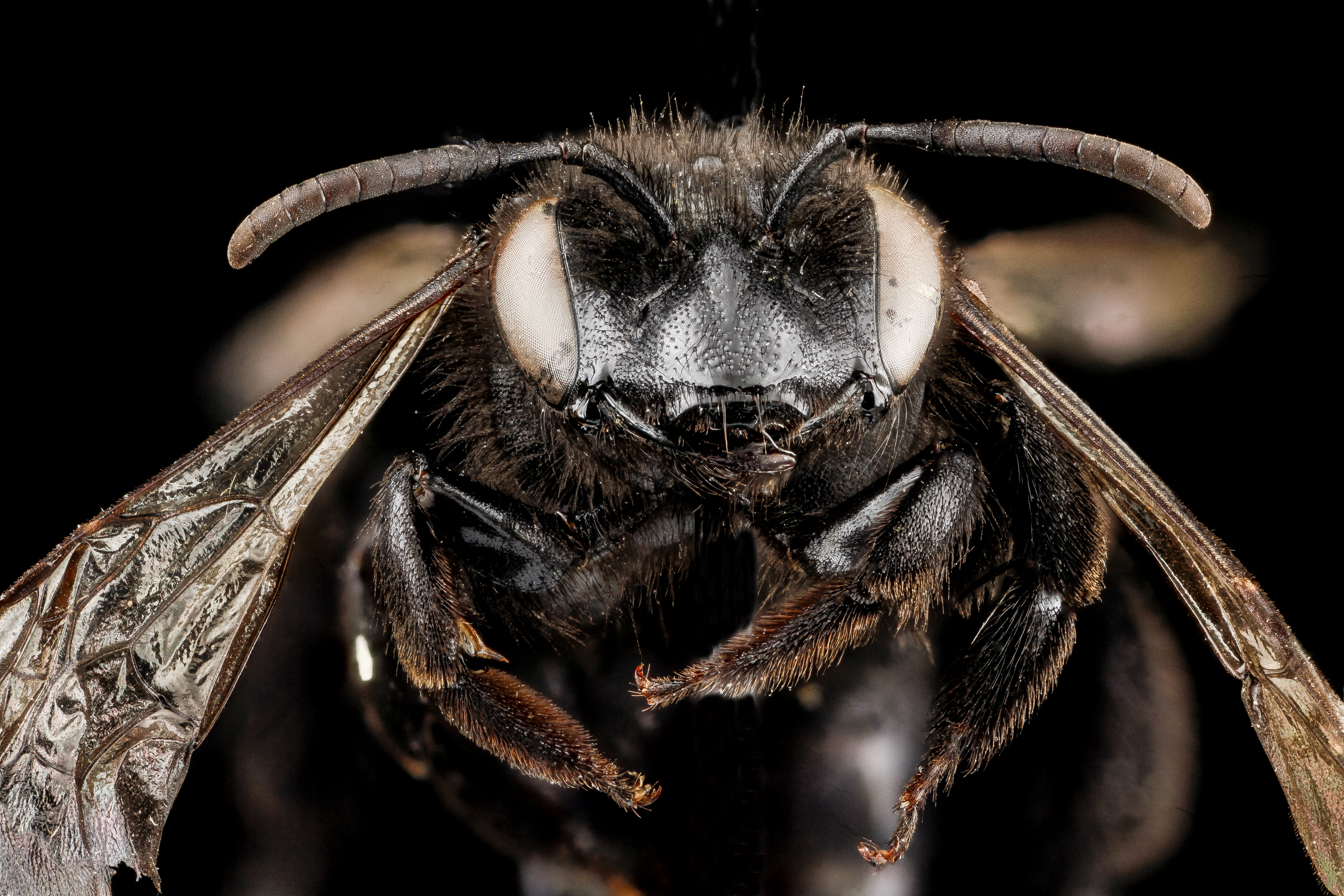